# 1. Klavierkonzert (Brahms)
Das 1. Klavierkonzert op. 15 in d-Moll ist ein Konzert für Klavier und Orchester von Johannes Brahms. Es wurde ab 1854 komponiert und am 22. Januar 1859 unter der Leitung von Joseph Joachim und dem Komponisten am Klavier im königlichen Hoftheater in Hannover uraufgeführt.

## Hintergrund

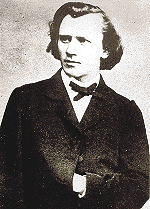
Der junge Johannes Brahms

Im Frühjahr 1854, kurz nach dem Suizidversuch Robert Schumanns, begann Brahms mit der Konzeption einer Sonate für zwei Klaviere in d-Moll. Doch musste er ernüchtert feststellen, dass sich seine Ideen mit zwei Klavieren nur unzulänglich umsetzen ließen. Ein Versuch, den Entwurf in eine Sinfonie umzuarbeiten, blieb in den Anfängen stecken, weil Brahms sich mit der Kunst der Instrumentation nicht gut genug vertraut fühlte und fürchtete, mit dieser Unternehmung zu scheitern.
1855 hatte Brahms die Idee, den Entwurf des Kopfsatzes der Klaviersonate zu einem Klavierkonzert umzuarbeiten. Sie kam ihm sozusagen über Nacht, wie er am Morgen des 8. Februar 1855 an Clara Schumann schrieb:
„Denken Sie, was ich die Nacht träumte. Ich hätte meine verunglückte Symphonie zu meinem Klavierkonzert benutzt und spielte dieses. Vom ersten Satz und Scherzo und einem Finale furchtbar schwer und groß. Ich war ganz begeistert.“
Bis zum Herbst 1856 entstand so der 1. Satz eines Concerts für das Pianoforte mit Begleitung des Orchesters, den Brahms bis 1859 mehrmals überarbeitete. Das Adagio komponierte er im Winter 1856/1857. Der Erstfassung des Rondo-Finales, die er Mitte Dezember 1856 an Joseph Joachim, seinem Ratgeber in Sachen Instrumentierung für Orchester geschickt hatte, ließ er Ende April 1857 eine zweite, verbesserte Version folgen.
Die Satzbezeichnungen des Konzerts lauten: Maestoso – Adagio – Rondo: Allegro non troppo. Die Spieldauer beträgt normalerweise ungefähr 50 Minuten.

## Besetzung
- Zwei Flöten
- Zwei Oboen
- Zwei Klarinetten
- Zwei Fagotte
- Vier Hörner
- Zwei Trompeten
- Solo Klavier
- Pauken
- Streicher[2]

## Das Konzert

### Der Kopfsatz

Thema des Kopfsatzes

Das Maestoso ist ein Stück größtmöglicher Kontraste im 6/4-Takt: Wild und aufrührerisch, aber auch trauernd, von überschwänglicher Glückseligkeit, feierlichem Ernst, aber auch verzweifelt. Die Wechsel in der Dynamik sind sprunghaft, auch gibt es überraschende Wendungen von Moll nach Dur. Der Kopfsatz ist klar als Sonatenhauptsatz strukturiert, wie es in der Wiener Klassik üblich war. Anders als viele seiner romantischen Kollegen fühlte Brahms sich nämlich der Formstrenge der Wiener Klassik verpflichtet. Deutlich sind die Exposition mit einem prägnanten und einem lyrischen Thema, sowie Durchführung und Reprise voneinander abgegrenzt.
Die Einleitung beginnt mit einem Orgelpunkt d in den Bässen und einem drohend auf- und abschwellenden Paukenwirbel, der jedoch überraschenderweise durch einen B-Dur-Sextakkord ergänzt wird. Dem zornig klingenden Eingangsmotiv, das nur aus Tönen dieses B-Dur-Akkordes besteht, folgt eine charakteristische Trillerfigur, die in verschiedenen Tonarten wiederholt wird. Durch diesen harmonisch unentschiedenen Zustand führt der Weg schließlich nach 28 Takten doch nach d-Moll. Im piano wird von den hohen Streichern eine Melodie vorgetragen, die man für das Seitenthema halten könnte. Ihre Begleitung in den tiefen Streichern geht auf das Eingangsmotiv zurück. Aus diesem lyrischen Thema entwickelt sich eine Überleitung, die schließlich in eine Schlussgruppe mündet, die den Anfang wieder aufgreift.
Nachdem diese in einer Art Ostinato zur Ruhe gekommen ist, setzt das Klavier ein (Takt 91) – man könnte an dieser Stelle bereits eine Durchführung erwarten. Fast allein, begleitet nur von leisen Pizzicatos und Tupfern der Trompeten, Hörner und Pauken, entfaltet sich das herrliche Thema, piano und espressivo. Durch die Tonart und den 6/4-Takt versteckt, ist es den Eingangstakten von Beethovens 4. Klavierkonzert verblüffend ähnlich. Mit den charakteristischen Zweierbindungen von Achteln findet es in Terzen und Sexten erst in der rechten, dann auch parallel in der linken Hand zu majestätischer Größe. Nach 19 Takten ist das wuchtige Kopfthema mit den gefürchteten Oktavtrillern erreicht.
Das zweite, lyrische oder choralartige Thema in F-Dur, ab Takt 157 über 17 Takte vom Klavier allein vorgetragen, ist durchdrungen von feierlichem Ernst. Es klingt aus mit einem Jagdhornmotiv (Halali), das in einer triumphaleren Variante bereits kurz vor dem ersten Einsatz des Klavieres zu hören war. Vom Klavier wird es als erstes vorgestellt, später immer wieder von den Waldhörnern aufgegriffen, bis es in extremer Tiefe verklingt.
Die Durchführung beginnt in Takt 226 im Klavier mit dem zum einfachen Quartsprung verkürzten Halali-Motiv. Sie bedient sich ausgiebig der thematischen Elemente des Hauptsatzes, die spannungsreich verarbeitet werden.
Die Reprise schließlich erweist, dass Brahms, der Tradition verpflichtet, die Verarbeitung der Themen entsprechend den Formvorgaben der Wiener Klassik vorgenommen hat. Sie beginnt in Takt 310. Eine für Solokonzerte typische Kadenz, die üblicherweise kurz vor Schluss präsentiert wird, hat der Satz nicht. Allerdings erscheint sie durch die zum Ende des Satzes hin gesteigerte Virtuosität des Klavierparts entbehrlich.

### 2. Satz

Thema des zweiten Satzes

Über seine Arbeit am langsamen 2. Satz schrieb Brahms am 30. Dezember 1856 an Clara:

„Ich schreibe dieser Tage den ersten Satz des Concertes ins Reine. Auch male ich an einem sanften Portrait von Dir, das dann Adagio werden soll.“

Das Orchester stellt ein in D-Dur gesetztes Thema vor, das das Klavier in abwandelnder Form aufgreift. Insgesamt ist das Adagio ein Dialog zwischen Orchester und Klavier, im Verlaufe dessen das Thema immer weiterentwickelt wird. Am Ende kehrt das Orchester aber zur Eingangsfassung zurück und beschließt diesen Satz. Das thematische Material ist mit dem des ersten Satzes verwandt (dort zuerst im lyrischen Teil der Einleitung).
In seinem Autograph hatte Brahms unter die ersten fünf Takte die Worte “Benedictus qui venit in nomine domini” (Gelobt sei der, der im Namen des Herren kommt) gesetzt. Die vorgeschriebene Artikulation der ersten Violinen ließe es zu, diese Stimme mit dem Text zu verbinden. Da der zweite Satz der ursprünglichen Sonate für zwei Klaviere zu einem Teil des Deutschen Requiems geworden war, scheint es möglich, dass Brahms auch diese Musik ursprünglich als Messsatz konzipiert hatte. Jedenfalls entspräche der Charakter dem eines Benedictus.
Auffällig ist ein Ausbruch Takt 46, der mit seinen Punktierungen an den Stil Robert Schumanns erinnert (so z. B. auch im Benedictus in Schumanns Requiem op. 148).

### 3. Satz

Thema des dritten Satzes

Das Rondo im 2/4-Takt beginnt (wieder mit Sexten) in d-moll und entspricht ganz den Formen der Musiklehre. Vom Klavier vorgestellt, wird das energische Thema vom Orchester wiederholt und variiert. Nach einem wunderbaren Fugato des Orchesters (Des-Dur) nimmt das Klavier das Thema im leisen F-Dur auf. Der kraftvollen Kadenz quasi Fantasia folgt der gelöste Schlussteil in D-Dur. Nach einer neuerlichen Kadenz endet er mit Doppeltrillern in beiden Händen und fanfarenartiger Verkürzung des Themas in triumphaler Größe.

## Aufnahme durch die Kritik
„Es ist traurig, aber wahr, daß die im Verlaufe der diesjährigen Saison im Gewandhause vorgeführten neuen Compositionen wenig oder gar kein Glück gemacht haben; überhaupt erinnern wir uns nicht, je so viele und totale Componisten-Niederlagen erlebt zu haben, wie in dem bisherigen Abschnitt unsrer heurigen Concerte. [...] Das gegenwärtige vierzehnte Gewandhausconcert war nun wieder ein solches, in dem eine neue Composition zu Grabe getragen wurde – das Concert des Herrn Johannes Brahms. Es ist aber auch in Wahrheit dieses Stück gar nicht danach angethan, daß es irgend eine Befriedigung und einen Genuß gewähren könnte: nimmt man den Ernst des Strebens und die Tüchtigkeit der musikalischen Gesinnung hinweg [...], so bleibt eine Oede und Dürre, die wahrhaft trostlos ist. Die Erfindung hat auch an keiner einzigen Stelle etwas Fesselndes und Wohlthuendes; die Gedanken schleichen entweder matt und siechhaft dahin, oder sie bäumen sich in fieberkranker Aufgeregtheit in die Höhe, um desto erschöpfter zusammenzubrechen; ungesund mit einem Worte ist das ganze Empfinden und Erfinden in dem Stücke. Geben nun diese blassen und schemenhaften, nur hin und wieder von hectischer Röthe angehauchten Gedanken an sich schon einen traurigen Anblick, so wird die Sache noch trübseliger durch die Art und Weise, wie sie verarbeitet und verwendet werden. [...] Und dieses Würgen und Wühlen, dieses Zerren und Ziehen, dieses Zusammenflicken und wieder Auseinanderreißen von Phrasen und Floskeln muß man über Dreiviertelstunde lang ertragen! Diese ungegohrne Masse muß man in sich aufnehmen und muß dabei noch ein Dessert von den schreiendsten Dissonanzen und mißlautendsten Klängen überhaupt verschlucken! Mit vollstem Bewußtsein hat überdies auch Herr Brahms die Prinzipalstimme in seinem Concert so uninteressant wie möglich gemacht; da ist nichts von einer effectvollen Behandlung des Pianoforte, von Neuheit und Feinheit in Passagen, und wo irgend einmal etwas auftaucht, was den Anlauf zu Brillanz und Flottheit nimmt, da wird es gleich wieder von einer dichten orchestralen Begleitungskruste niedergehalten und zusammengequetscht. Zu bemerken ist endlich noch, daß als technischer Clavierspieler Herr Brahms nicht auf der Höhe derjenigen Anforderungen steht, die man heutzutage an einen Concertspieler zu machen berechtigt ist.“

So lautete die Kritik anlässlich der Aufführung des 1. Klavierkonzerts im Gewandhaus (Leipzig) am 27. Januar 1859, bei welchem der Komponist selbst am Klavier saß. Es war die zweite Aufführung des Konzerts nach der Uraufführung in Hannover. Brahms war von der Reaktion des Leipziger Publikums und vor allem der Musikerkollegen enttäuscht:

„Noch ganz berauscht von den erhebenden Genüssen, die meinen Augen und Ohren durch den Anblick und das Gespräch der Weisen unserer Musikstadt schon mehrere Tage wurden, zwinge ich diese spitze und harte Sahrsche Stahlfeder, Dir zu beschreiben, wie es sich begab und glücklich zu Ende geführt ward, dass mein Konzert hier glänzend und entschieden – durchfiel.“